# UFC 110
UFC 110: Nogueira vs. Velasquez（ユーエフシー・ワンテン：ノゲイラ・ヴァーサス・ヴェラスケス）は、アメリカ合衆国の総合格闘技団体「UFC」の大会の一つ。2010年2月20日、オーストラリア・ニューサウスウェールズ州シドニーのエイサー・アリーナで開催された。
UFC初のオーストラリア開催となった本大会では、メインイベントでアントニオ・ホドリゴ・ノゲイラとケイン・ヴェラスケスによるヘビー級戦が行われた。

## 大会概要
本大会には、アントニオ・ホドリゴ・ノゲイラ、ミルコ・クロコップ、ヴァンダレイ・シウバのPRIDEの元タイトル保持者の3名がメインカードに出場した。
メインイベントではキャリア無敗のヴェラスケスがノゲイラをKOで下し、ヘビー級タイトル挑戦へ向けて大きく前進した。ミドル級転向後の初戦となるヴァンダレイ・シウバは、マイケル・ビスピンを相手に判定勝ちを収めた。
プロデビュー以来8連勝中であったゴラン・レルジッチは、CB・ダラウェイに0-3の判定負けでキャリア初黒星を喫した。

### カード変更
地元オーストラリア人同士のカードであったエルヴィス・シノシック対クリストファー・ヘイズマンのライトヘビー級戦は、シノシックの肩の負傷による欠場によって中止された。また、ミルコ・クロコップと対戦が予定されていたベン・ロズウェルが欠場し、替わってアンソニー・ペロシュが出場した。

## 試合結果

### プレリミナリィカード
第1試合 ライトヘビー級 5分3R
○  ジェームス・テフナ vs.  イゴール・ポクライェク ×
3R 3:26 TKO（レフェリーストップ：パウンド）
第2試合 ミドル級 5分3R
○  CB・ダラウェイ vs.  ゴラン・レルジッチ ×
3R終了 判定3-0（29-28、29-28、29-28）
第3試合 ウェルター級 5分3R
○  クリス・ライトル vs.  ブライアン・フォスター ×
1R 1:41 膝十字固め
第4試合 ライトヘビー級 5分3R
○  クシシュトフ・ソシンスキー vs.  ステファン・ボナー ×
3R 1:04 TKO（ドクターストップ：カット）

### メインカード
第5試合 ヘビー級 5分3R
○  ミルコ・クロコップ vs.  アンソニー・ペロシュ ×
2R終了時 TKO（ドクターストップ：カット）
第6試合 ライトヘビー級 5分3R
○  ライアン・ベイダー vs.  キース・ジャーディン ×
3R 2:10 KO（左フック）
第7試合 ライト級 5分3R
○  ジョージ・ソテロポロス vs.  ジョー・スティーブンソン ×
3R終了 判定3-0（30-27、30-27、30-27）
第8試合 ミドル級 5分3R
○  ヴァンダレイ・シウバ vs.  マイケル・ビスピン ×
3R終了 判定3-0（29-28、29-28、29-28）
第9試合 ヘビー級 5分3R
○  ケイン・ヴェラスケス vs.  アントニオ・ホドリゴ・ノゲイラ ×
1R 2:20 KO（右ストレート→パウンド）

### 各賞
ファイト・オブ・ザ・ナイト：ジョージ・ソテロポロス vs. ジョー・スティーブンソン
ノックアウト・オブ・ザ・ナイト：ケイン・ヴェラスケス
サブミッション・オブ・ザ・ナイト：クリス・ライトル
各選手にはボーナスとして50,000ドルが支給された。